# Списки солнечных затмений
На этой странице представлены списки солнечных затмений.

## По векам
- Солнечные затмения XX века до н. э.
- Солнечные затмения XIX века до н. э.
- Солнечные затмения XVIII века до н. э.
- Солнечные затмения XVII века до н. э.
- Солнечные затмения XVI века до н. э.
- Солнечные затмения XV века до н. э.
- Солнечные затмения XIV века до н. э.
- Солнечные затмения XIII века до н. э.
- Солнечные затмения XII века до н. э.
- Солнечные затмения XI века до н. э.
- Солнечные затмения X века до н. э.
- Солнечные затмения IX века до н. э.
- Солнечные затмения VIII века до н. э.
- Солнечные затмения VII века до н. э.
- Солнечные затмения VI века до н. э.
- Солнечные затмения V века до н. э.
- Солнечные затмения IV века до н. э.
- Солнечные затмения III века до н. э.
- Солнечные затмения II века до н. э.
- Солнечные затмения I века до н. э.
- Солнечные затмения I века
- Солнечные затмения II века
- Солнечные затмения III века
- Солнечные затмения IV века
- Солнечные затмения V века
- Солнечные затмения VI века
- Солнечные затмения VII века
- Солнечные затмения VIII века
- Солнечные затмения IX века
- Солнечные затмения X века
- Солнечные затмения XI века
- Солнечные затмения XII века
- Солнечные затмения XIII века
- Солнечные затмения XIV века
- Солнечные затмения XV века
- Солнечные затмения XVI века
- Солнечные затмения XVII века
- Солнечные затмения XVIII века
- Солнечные затмения XIX века
- Солнечные затмения XX века
- Солнечные затмения XXI века
- Солнечные затмения XXII века
- Солнечные затмения XXIII века
- Солнечные затмения XXIV века
- Солнечные затмения XXV века
- Солнечные затмения XXVI века
- Солнечные затмения XXVII века
- Солнечные затмения XXVIII века
- Солнечные затмения XXIX века
- Солнечные затмения XXX века